# Feminização da pobreza
A feminização da pobreza é um conceito que faz referência a uma tendência de aumento da desigualdade nos padrões de vida entre homens e mulheres devido à crescente diferença de gênero na pobreza . Esse fenômeno está amplamente relacionado à forma como as mulheres e as crianças são representadas desproporcionalmente na comunidade de nível socioeconômico mais baixo em comparação com os homens no mesmo nível socioeconômico. As causas dessa feminização da pobreza abrangem temas como a estrutura da família e do lar, mercado de trabalho, violência sexual, educação, mudança climática, feminilidade e saúde. Os estereótipos tradicionais das mulheres permanecem embutidos em muitas culturas, restringindo as oportunidades de renda e o envolvimento da comunidade para muitas mulheres. Combinado com uma baixa renda básica, isso pode se manifestar em um ciclo de pobreza e, portanto, em uma questão que afete toda uma geração. Este é um dos conceitos considerados mais urgentes dentro da temática de igualdade de gênero.
Este termo teve origem nos Estados Unidos, no final do século XX e mantém destaque como um fenômeno internacional ainda contestado academicamente. Alguns pesquisadores descrevem essas questões como proeminentes em alguns países da Ásia, África e áreas da Europa. As mulheres nesses países são tipicamente privadas de renda, oportunidades de emprego e ajuda física e emocional, colocando-as em maior risco de pobreza. Esse fenômeno também difere entre grupos religiosos, dependendo do foco colocado nos papéis de gênero e de quão ao pé da letra seus respectivos textos religiosos são seguidos. Outros autores acreditam que esse fenômeno está mais ligado às questões sociais gerais que de gênero.
A feminização da pobreza é medida principalmente usando três índices internacionais. Esses índices são o Índice de Desenvolvimento Relacionado ao Gênero (IDG), os sete princípios da Medida de Empoderamento de Gênero e o Índice de Pobreza Humana (IPH). Esses índices se concentram em questões que não sejam questões monetárias ou financeiras. Esses índices focam nas desigualdades de gênero, padrão de vida e destacam a diferença entre pobreza humana e pobreza de renda com um foco mais voltado ao gênero. Ele analisa os dados levando em consideração mais fatores que os sociais geralmente levados em consideração.

## História
O conceito de 'feminização da pobreza' apareceu inicialmente na década de 1970 e tornou-se popular na década de 1990 por meio de alguns documentos das Nações Unidas . Tornou-se destaque na sociedade em geral após a divulgação de um estudo em 1996 com foco nos padrões de gênero ao acompanhar a evolução das taxas de pobreza nos Estados Unidos.
A feminização da pobreza é um conceito relativo, ou seja, ele é analisado baseado na comparação entre mulheres e homens. Por exemplo, a feminização da pobreza ocorre quando a pobreza em uma sociedade é nitidamente reduzida entre os homens e apenas ligeiramente reduzida entre as mulheres. Por isso, ela precisa ser identificada em cada país ou região e não pode ser aplicada generalizadamente.

## Definições
A feminização da pobreza é uma ideia amplamente debatida com uma infinidade de significados e camadas. Medeiros M, Costa J (2008) observa que a feminização da pobreza está ligada ao aumento das disparidades na qualidade de vida entre homens e mulheres, ao mesmo tempo em que aborda a lacuna entre os papéis domésticos masculinos e femininos. Em sociedades em que o homem é considerado o provedor único, as mulheres ficam em condições ainda mais vulneráveis Medeiros M, Costa J (2008) também retrata o papel crescente que a discriminação de gênero em ambiente econômico tem na determinação da pobreza. Por exemplo, um aumento da discriminação salarial  entre homens e mulheres, o que também pode exacerbar a pobreza entre mulheres e homens de todos os tipos de famílias. As mulheres precisariam trabalhar mais tempo que os homens para conseguir quantidade de dinheiro similar. Medieros considera essa uma possibilidade de comprovar a feminização da pobreza porque denota a relação direta entre os preconceitos contra as mulheres e o aumento a diferença de condições da pobreza entre os gêneros.
O conceito também serviu para ilustrar os muitos fatores sociais e econômicos que contribuem para a pobreza das mulheres, incluindo a significativa disparidade salarial entre homens e mulheres.
A origem do termo é reconhecida nos EUA e sua proeminência como fenômeno internacional é ainda contestada. A proporção de famílias chefiadas por mulheres cujas rendas ficam abaixo da "linha de pobreza" tem sido amplamente adotada como medida da pobreza das mulheres. Em muitos países, as pesquisas de consumo e gastos das famílias mostram uma alta incidência de famílias chefiadas por mulheres entre os "pobres", definidos como aqueles cuja renda fica abaixo da linha da pobreza. No entanto, há discrepância se esse dado é definidor para demonstrar causas e consequências entre fatores de pobreza e famílias chefiadas por mulheres.
Existem dois pressupostos que não se manifestam claramente nas medidas de pobreza baseadas no rendimento, de acordo com Bessell S (2010). Em primeiro lugar, existe a tendência de equiparar a renda com a capacidade de controlar a renda. As mulheres muitas vezes não possuem controle das decisões financeiras, mesmo quando ganham renda. Elas podem ter algum controle sobre a renda auferida, mas os fortes limites da soberania financeira das mulheres pobres foram bem demonstrados em diversas ocasiões. Uma medida baseada na renda pode ocultar a extensão e a natureza da pobreza quando as mulheres ganham dinheiro, mas não têm controle sobre essa renda, afirma Bessel. Embora a questão de quem controla a renda seja um assunto delicado para as mulheres, também é relevante para a posição e o bem-estar dos homens em algumas ocasiões. As sociedades que impõem aos indivíduos uma pesada obrigação com a comunidade, de parentesco ou de clã podem terminar com mulheres e homens tendo controle limitado sobre a renda individual e do núcleo familiar.
Em segundo lugar, é a suposição de que a renda cria acesso igual e gera benefícios iguais. O acesso à educação ilustra o ponto. Na maior parte de estudos sobre evasão, há maior abandono ou falta de matrículas do público feminino que masculino nas escolas. Principalmente, a partir da adolescência. Embora a falta de recursos financeiros possa resultar em baixas taxas de matrícula ou altas taxas de abandono escolar entre crianças pobres, os valores sociais em torno do papel das mulheres e a importância da educação formal para as meninas provavelmente serão mais significativos para demonstrar a diferença entre matrículas masculinas e femininas. cotações.

## Causas
Fatores que colocam as mulheres em alto risco de pobreza incluem mudança na estrutura familiar, disparidades salariais de gênero , prevalência de mulheres em ocupações mal remuneradas[  ], falta de apoios trabalho-família , e os desafios envolvidos no acesso a benefícios públicos  . Embora a baixa renda seja a principal causa, há muitas facetas inter-relacionadas desse problema. As mães solitárias geralmente correm estão mais expostas ao risco de pobreza extrema porque dependem de uma única renda  para criar os filhos. A imagem de  mulheres "tradicionais" que trabalham apenas no ambiente doméstico  ainda influencia muitas culturas no mundo o que provoca que não esteja inda plenamente consciente de que as mulheres são parte essencial da economia. Além disso, a falta de renda reduz as possibilidades de seus filhos para uma boa educação e alimentação, o que já dificulta que a próxima geração supere essa situação e atinja melhores padrões de vida. A baixa renda é consequência do viés social que as mulheres enfrentam na tentativa de obter um emprego formal, o que por sua vez aprofunda o ciclo da pobreza . Além da renda, a pobreza se manifesta em outras dimensões, como a escassez de tempo e privações de capacidade e oportunidades. Este tema é multidimensional e, portanto, fatores econômicos, demográficos e socioculturais se sobrepõem e contribuem para o estabelecimento e continuidade da pobreza. É um fenômeno com múltiplas causas e manifestações. O corte de gênero deste tema é mais uma das facetas de análise que ele contém.

### Famílias de mães solteiras (mães solos)

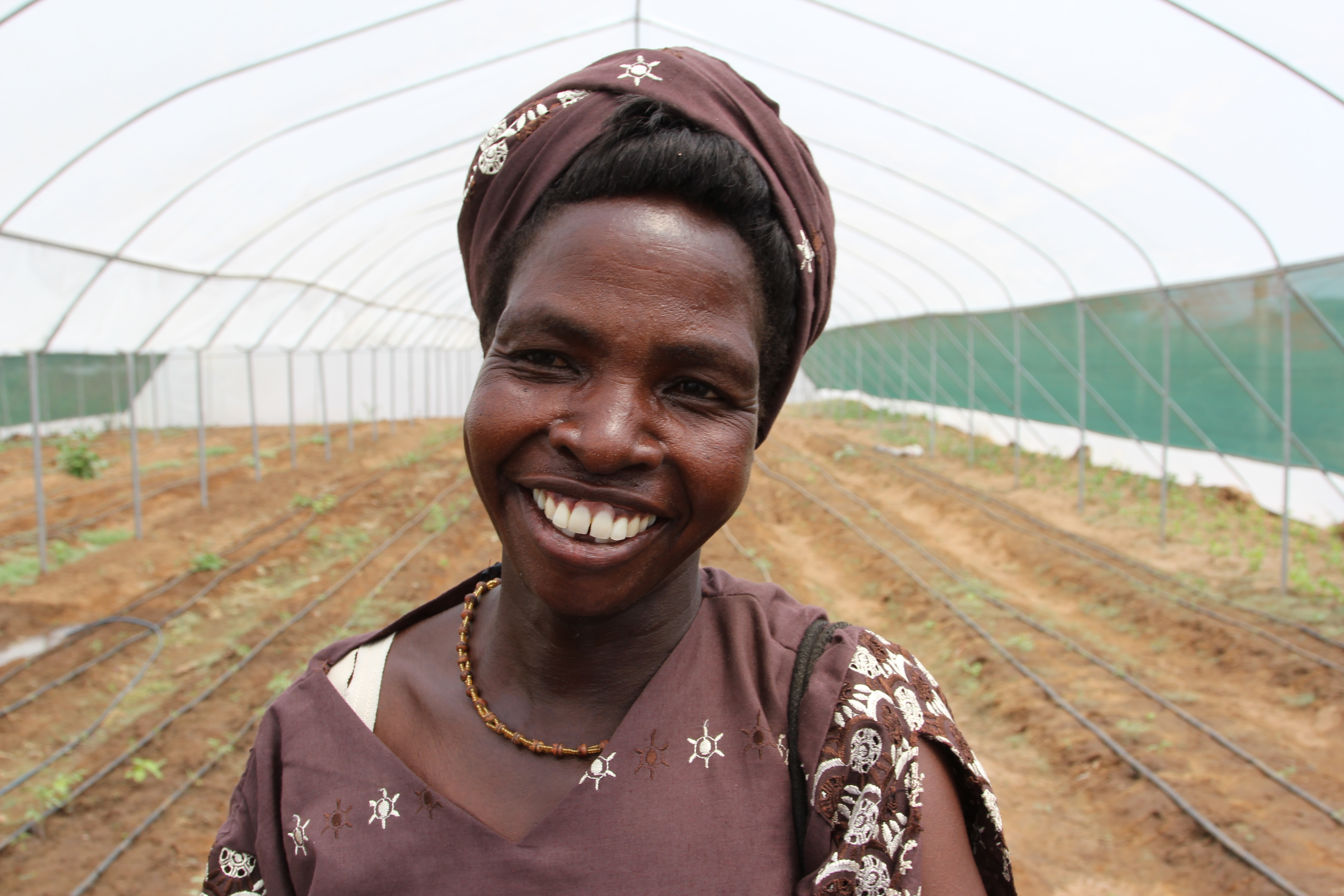
As mães muitas vezes experimentam a pobreza mais extrema porque têm mais demandas de tempo, energia e recursos. Esta mulher agricultora no norte do Quênia faz parte de um grupo de apoio a mães que cria apoio entre 13 mães, para aprender sobre paternidade e práticas econômicas

Os agregados familiares de mães solteiras (mães solos) são fator crítico na abordagem da feminização da pobreza e podem ser amplamente definidos como agregados familiares em que há chefias femininas e ausência de chefias masculinas. As famílias de mães solos estão em maior risco de pobreza para as mulheres devido à falta de renda e recursos. Há um aumento contínuo de famílias de mães solteiras no mundo, o que resulta em porcentagens mais altas de mulheres na pobreza. O termo mãe solo tem sido substituído em relação à mãe que assume a criação do filho que o pai não assume. Pois o termo "solteira" tornaria a questão uma reivindicação da mulher por compromisso social (casamento) e não a exigência natural e legalizada que o homem assuma a paternidade. O termo mãe solo abrange de forma melhor a negligência do pai em relação à criança. As mães solos são as mulheres mais pobres da sociedade e seus filhos tendem a ser desfavorecidos em comparação com seus pares. Diferentes fatores podem ser levados em conta para o aumento do número de chefias femininas nos domicílios. Inclui as chefes de família que nunca se casaram, e as mudanças na estrutura familiar, particularmente o divórcio, como principais causas dos períodos iniciais de pobreza entre os domicílios chefiados por mulheres. Quando os homens se tornam trabalhadores migrantes , as mulheres são deixadas para serem as principais cuidadoras de suas casas. Elas ficam com empregos que não oferecem sustentabilidade financeira ou benefícios. Outros fatores, como doenças e mortes de maridos, levam a um aumento de famílias de mães solteiras nos países em desenvolvimento .
As famílias chefiadas por mulheres são mais susceptíveis à pobreza porque têm menos rendimentos para fornecer apoio financeiro dentro do núcleo familiar. São menos membros gerando renda para sustentar uma quantidade maior de pessoas De acordo com um estudo de caso no Zimbábue, as famílias chefiadas por viúvas têm um rendimento de aproximadamente metade do das famílias chefiadas por homens, e as famílias chefiadas por mulheres de fato têm cerca de três quartos do rendimento das chefiadas por homens. Além disso, as famílias de mães solos carecem de recursos críticos na vida, o que agrava seu estado de pobreza. Elas não têm acesso às oportunidades de alcançar um padrão de vida decente, juntamente com as necessidades básicas, como saúde e educação. As famílias de mães solos se relacionam com questões de desigualdade de gênero, pois as mulheres são mais suscetíveis à pobreza e carecem de necessidades essenciais à vida em comparação com os homens. O impacto disso na geração seguinte também é fator agravante
Muitos fatores contribuem para o empobrecimento geral. Alguns desses fatores são mais prevalentes na vida das mães solos. Quando os atributos demográficos das mães solos são pesquisados, alguns fatores aparecem em taxas mais altas. Estado civil (divorciada ou viúva), educação e raça correlacionaram-se fortemente com os níveis de pobreza para mães solos. Especificamente, muito poucas mães na linha da pobreza tinham diploma universitário e precisavam "trabalhar para sobreviver". Esses atributos demográficos não apenas afetam a paternidade na pobreza, os atributos emocionais também proporcionam instabilidade quando vistos pelo Dr. Bloom. As mães têm sido apontadas como as "cuidadoras" ou "nutridoras" das famílias. Alguns padrões de comportamento estereotipados que se espera das mães são mais difíceis de fornecer em uma família de baixa renda quando a mãe é a principal provedora. O exemplo do Dr. Bloom de comportamentos de mãe estereotipados era trazer guloseimas para a escola em aniversários e esperar que ela fosse a reuniões de pais e professores, ambos comportamentos considerados normais para mães que não trabalhavam. Dessa forma, além de prover financeiramente, as mães precisam correspondem aos ideais de comportamento que a sociedade espera dela como "ideal de mãe".
Uma pesquisadora, Denise Zabkiewicz, pesquisou mães solos na pobreza e mediu as taxas de depressão ao longo do tempo. Como estudos recentes em 2010 trouxeram a ideia de que o trabalho era benéfico para a saúde mental, Zabkiewicz pensou em pesquisar se os empregos eram mentalmente benéficos para mães solos na linha de pobreza. Esses resultados concluíram ser verdadeiros; as taxas de depressão das mães eram significativamente mais baixas quando uma delas mantinha um emprego estável e de longo prazo, com segurança financeira e condições de trabalho salubres. No entanto, a probabilidade de conseguir um emprego nessas condições e de tempo integral diminui com certos fatores. Quando esses fatores foram pesquisados em mães solos, sua ausência ocorreu em taxas mais altas: co-habitação com divisão de responsabilidades, diploma universitário e apoio de assistência social. Todos esses fatores são aqueles que os pesquisadores Brian Brown e Daniel Lichter identificaram como contribuindo para a pobreza das mães solos, além de fatores como depressão.

### Emprego

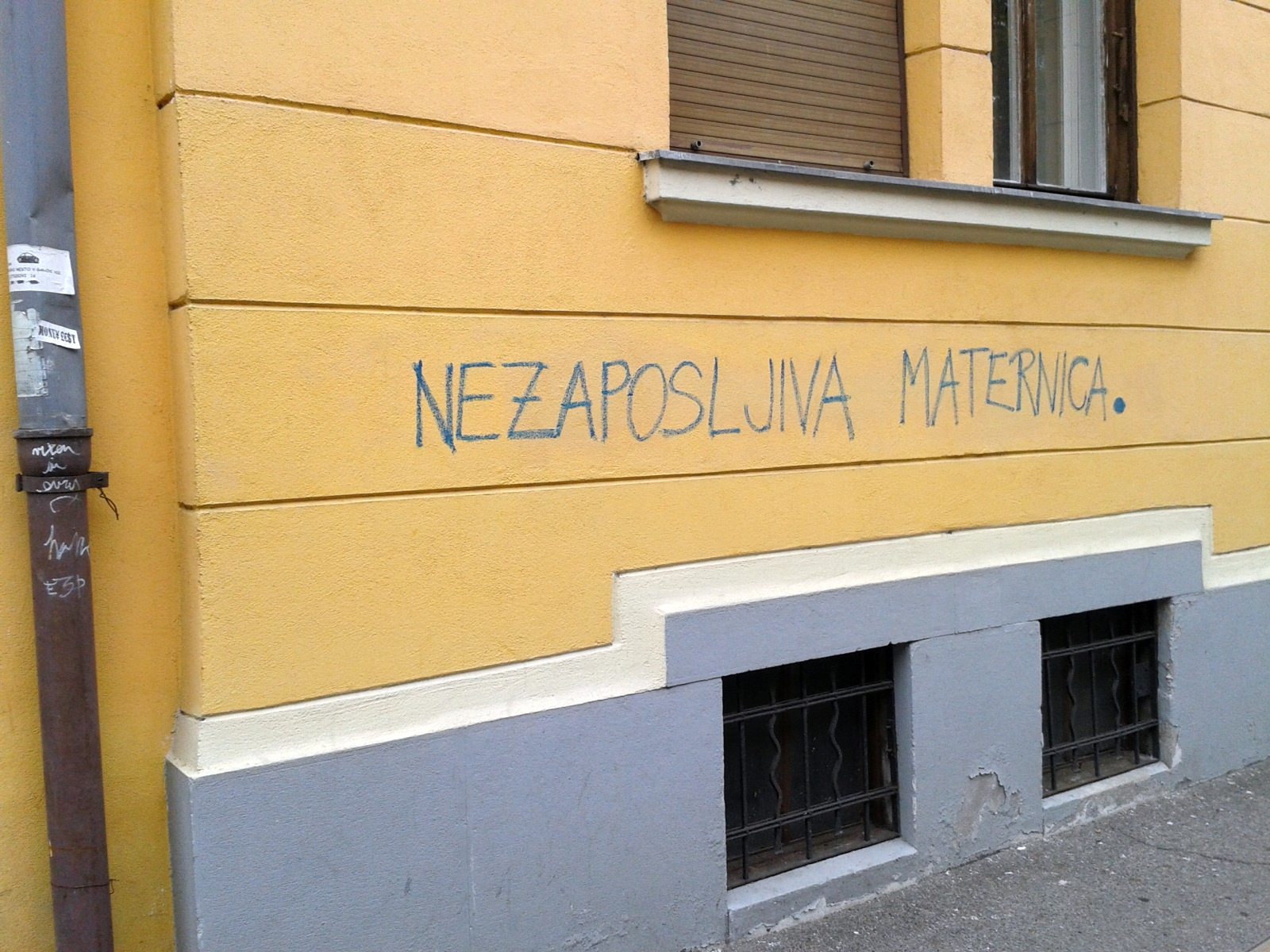
"Útero desempregado", um grafite em Ljubljana, Eslovênia

As oportunidades de emprego são essenciais para a construção da dignidade das mulheres em todo o mundo. A habilidade de controlar materialmente o próprio ambiente, obtendo acesso de forma igualitária a um trabalho que seja humanizador e permita relacionamentos significativos com outros trabalhadores, é uma capacidade essencial. Os impactos no emprego vão além da independência financeira. Estar empregada estabelece maior segurança e experiência no mundo real, o que eleva a consideração nos ambientes familiares e aumenta as posições de barganha para as mulheres, principalmente no relacionamento com parceiros. Embora tenha havido um grande crescimento no número de empregos para mulheres, a qualidade dos empregos ainda permanece profundamente desigual e a desigualdade salarial é um fator amplamente discutido.
Uma das divisões possíveis de tipos de emprego é entre emprego formal e informal. O emprego formal é regulamentado pelo governo e os trabalhadores têm seguro de salário e certos direitos garantidos. O emprego informal ocorre em empresas que não registram os trabalhadores ou de forma autônoma. É geralmente uma grande fonte de emprego para as mulheres. A trabalhadora informal não tem respaldo legal para enfrentar injustiças no trabalho, ficando mais vulnerável neste ambiente. Ela também não tem acesso a licenças remuneradas por saúde e não tem garantias de previdência, o que acarreta em uma vida de trabalho sem perspectiva de possibilidade de aposentadoria.
O ônus do trabalho informal de cuidado recai predominantemente sobre as mulheres, que trabalham mais tempo e mais arduamente nessa função do que os homens. Isso afeta sua capacidade de manter outros empregos e mudar de posição, as horas que podem trabalhar e sua decisão de desistir do trabalho. No entanto, as mulheres que possuem diplomas universitários ou outras formas de ensino superior tendem a permanecer em seus empregos mesmo com responsabilidades de cuidado, o que sugere que o capital humano dessa experiência faz com que as mulheres sintam custos de oportunidade quando perdem o emprego. Ter filhos também afetou historicamente a escolha das mulheres de permanecerem empregadas. Embora esse "efeito infantil" tenha diminuído significativamente desde a década de 1970, o emprego das mulheres está diminuindo . Isso tem menos a ver com a criação dos filhos e mais com um mercado de trabalho ruim para todas as mulheres, mães e não mães. E a falta de apoio governamental com os cuidados das crianças em creches.

### Educação
Mulheres e meninas têm acesso limitado à educação básica nos países em desenvolvimento.   Isso se deve à forte discriminação de gênero e às hierarquias sociais nesses países. No entanto, esta tendência é revertida no mundo ocidental.   As meninas são mantidas em casa como apoio aos trabalhos domésticos e cuidados com a família. Aproximadamente um quarto das meninas no mundo em desenvolvimento não frequenta a escola. Isso impede a capacidade da mulher de fazer escolhas informadas e atingir metas. A habilitação da educação feminina leva à redução da pobreza familiar. Mesmo em sociedades ambientais, é reconhecido maior incentivo para os meninos que para meninas em buscas de oportunidades escolares. O ensino superior é uma chave importante para reduzir a pobreza das mulheres.
O número limitado de meninas matriculadas na educação nos países em desenvolvimento ainda vem acompanhado de uma taxa de abandono mais alta do que os meninos. Em algumas regiões, isso é intensificado pelas altas taxas de estupro e agressão sexual a alunas, que podem levar a uma gravidez indesejada, e a priorização masculina da educação. Os homens receberão educação, enquanto as mulheres aprenderão habilidades domésticas, incluindo limpar, cozinhar e cuidar de crianças. Existem níveis extremamente altos de reclamações de má conduta profissional, geralmente em termos de favores sexuais por mulheres para notas. Por causa do assédio sexual por alunos e professores, há uma grande desigualdade de ensino superior para as mulheres. Mesmo quando elas conseguem acesso a educação, conseguir a qualificação é mais difícil e exige outros sacrifícios.

### Das Alterações Climáticas
Segundo MacGregor, é improvável que as mulheres em situação de pobreza tenham os recursos necessários para lidar com as mudanças trazidas pelas mudanças climáticas e muito provavelmente sofrerão um agravamento de suas condições cotidianas. O autor afirma que as mulheres são mais propensas a serem pobres e responsáveis pelo cuidado de crianças pobres do que os homens. Aproximadamente 70% dos pobres do mundo são mulheres; mulheres rurais países em desenvolvimento estão entre os grupos mais desfavorecidos do planeta. MacGregor também diz que as mulheres pobres são mais propensas a serem feridas ou mortas por desastres naturais e eventos climáticos extremos do que os homens. Ele também afirma que há evidências que sugerem que, quando as famílias sofrem escassez de alimentos, as mulheres tendem a ficar sem para que seus filhos possam comer, com todas as implicações para a saúde que isso traz para elas. Uma vez que a pobreza e as alterações climáticas estão intimamente ligadas , os grupos mais pobres e desfavorecidos geralmente dependem de meios de subsistência sensíveis ao clima, como a agricultura, o que os torna desproporcionalmente vulneráveis às mudanças climáticas .
Esses grupos carecem dos recursos necessários para enfrentar os efeitos climáticos severos, como casas melhores e culturas resistentes à seca. Essa menor capacidade adaptativa os torna ainda mais vulneráveis, levando-os a participar de práticas ambientais insustentáveis, como o desmatamento, para manter seu bem-estar. A extensão em que as pessoas são impactadas pelas mudanças climáticas é parcialmente uma função de seu status social, poder, pobreza e acesso e controle sobre os recursos. As mulheres são mais vulneráveis às influências das mudanças climáticas, uma vez que constituem a maior parte dos pobres do mundo e são mais dependentes para sua subsistência dos recursos naturais ameaçados pelas mudanças climáticas. A mobilidade limitada combinada com o acesso desigual aos recursos e aos processos de tomada de decisão coloca as mulheres nas áreas rurais em uma posição em que são afetadas desproporcionalmente pelas mudanças climáticas. Existem três argumentos principais associados às políticas necessárias sobre mulheres e às mudanças climáticas. Em primeiro lugar, que as mulheres precisam de atenção especial porque são as mais pobres entre os pobres; em segundo lugar, porque têm uma taxa de mortalidade mais alta durante os desastres naturais causados pelas mudanças climáticas e, em terceiro lugar, porque as mulheres são mais conscientes do meio ambiente.   Enquanto os dois primeiros se referem principalmente às mulheres do Sul, o último é especialmente evidente na literatura sobre gênero e mudanças climáticas no Norte. A feminização da pobreza tem sido usada para ilustrar as diferenças entre a pobreza masculina e feminina em um determinado contexto, bem como as mudanças entre elas ao longo do tempo. Normalmente, esta abordagem tem alimentado a percepção de que os agregados familiares chefiados por mulheres, no entanto, definidos, tendem a ser mais pobres do que outros agregados familiares. As mulheres são claramente mais desfavorecidas do que os homens  pela precariedade da infraestrutura doméstica ou pela falta de água encanada e fontes de energia de menor consumo, segundo Gammage. 

### Femonomia
Além de ganhar menos , as mulheres podem encontrar "Femonomics", ou gênero de dinheiro, um termo criado por Reeta Wolfsohn, CMSW, para refletir muitas das desigualdades que as mulheres enfrentam que aumentam sua probabilidade de sofrer com dificuldades financeiras . A imagem de uma mulher "tradicional" e um papel tradicional ainda influencia muitas culturas no mundo de hoje que ainda não estão plenamente conscientes de que as mulheres são parte essencial da economia. As políticas de estímulo de emprego continuam sem levar esses fatores como consideração. Além disso, em se tratando de questões de saúde, as mulheres têm problemas únicos de saúde/problemas de acesso relacionados à reprodução, aumentando seus custos e riscos de saúde. A pesquisa também mostra que as mulheres tendem a viver cinco anos a mais, em média, do que os homens. A morte do cônjuge é um importante determinante da pobreza na velhice feminina, pois deixa as mulheres responsáveis pelas finanças. No entanto, as mulheres são mais propensas a serem analfabetas financeiramente e, portanto, têm mais dificuldade em saber como administrar seu dinheiro. Mesmo as que tiveram uma vida de trabalho e conseguem conquistar renda para aposentadoria, podem não conseguir lidar com as decisões financeiras ou mesmo conhecer os processos burocráticos necessários para gerenciar casa e vida pessoal.

### As mulheres como solução para a pobreza
Devido aos programas de ajuda financeira para famílias empobrecidas que assumem apenas as mulheres como responsáveis pela manutenção da casa e pelo cuidado dos filhos, o ônus pode recair sobre as mulheres para garantir que essa ajuda financeira seja gerenciada adequadamente. Esses programas também tendem a assumir que todas as mulheres têm a mesma posição e necessidades sociais, embora não seja esse o caso. Esse efeito é exacerbado pelo aumento do número de ONGs voltadas exclusivamente para o desenvolvimento feminino. Espera-se que as mulheres mantenham o lar, bem como tirem a família da pobreza, responsabilidades que podem aumentar o fardo da pobreza que as mulheres enfrentam nos países em desenvolvimento. Em muitas áreas, os programas de Transferência Condicional de Renda (CCT) fornecem assistência financeira direta às mulheres com o objetivo de tirá-las da pobreza, mas muitas vezes acabam limitando o potencial de renda das mulheres. Os programas normalmente esperam que as mulheres sejam responsáveis pelos resultados educacionais e de saúde de seus filhos, bem como exigem que elas concluam outras atividades do programa que não lhes permitam ter tempo para buscar oportunidades vocacionais ou educacionais que resultariam em maior renda potencial.

## Formas de pobreza

### Poder de decisão
O poder de tomada de decisão é central para a posição de barganha das mulheres dentro da família. É como mulheres e homens tomam decisões que afetam toda a unidade doméstica. No entanto, mulheres e homens geralmente têm prioridades muito diferentes quando se trata de determinar o que é mais importante para a família. Em geral, mulheres são mais voltadas a tomar decisões de segurança familiar e cuidado com os filhos, enquanto os homens podem estar mais voltados para melhorias de estrutura e aquisição de bens. Os fatores que determinam qual membro da família tem mais poder na tomada de decisão variam entre as culturas, mas na maioria dos países  há extrema desigualdade de gênero no domicílio.  Homens da casa que são financiadores da renda familiar geralmente  têm o poder de determinar quais escolhas são feitas em relação à saúde da mulher, sua capacidade de visitar amigos e familiares e despesas domésticas. Mesmo quando ambos trazem renda para casa, em algumas culturas é esperado que o homem seja o único decisor do patrimônio da família. A capacidade de fazer escolhas sobre sua própria saúde afeta a saúde das mulheres e das crianças, que não são priorizadas. A forma como os gastos domésticos são decididos afeta a educação, a saúde e o bem-estar das mulheres e crianças. A liberdade de mobilidade das mulheres afeta sua capacidade de prover suas próprias necessidades, bem como as necessidades de seus filhos.
A discriminação de gênero dentro das famílias muitas vezes está enraizada em preconceitos patriarcais contra o status social das mulheres.  Os principais determinantes do poder de barganha familiar incluem controle de renda e bens, idade e acesso e nível de educação. À medida que o poder de decisão das mulheres aumenta, o bem-estar de seus filhos e da família em geral é beneficiado. As mulheres que alcançam maior educação também são mais propensas a se preocupar com a sobrevivência, nutrição e frequência escolar de seus filhos.

### Renda diferenciada
A falta de renda é a principal razão para o risco de pobreza das mulheres. A privação de receita impede que as mulheres obtenham recursos e convertam seus ganhos monetários em status socioeconômico. A renda mais alta não apenas permite maior acesso às habilidades profissionais; obter mais habilidades profissionais também aumenta a renda. Assim, as mulheres ganham menos que os homens, e lutam mais para acessar os benefícios públicos que deveriam estar disponíveis de forma igualitária. Elas são privadas de educação básica e cuidados de saúde, o que acaba se tornando um ciclo para debilitar a capacidade das mulheres de obter renda mais alta. Esse círculo vicioso é perpetuado há muitas gerações e necessita de intervenção de políticas públicas para ser quebrado.

### Falta de ativos
De acordo com Martha Nussbaum, uma capacidade funcional central do ser humano é ser capaz de possuir propriedade tanto de terras quanto de bens móveis. Em várias nações, as mulheres não são totalmente iguais perante a lei, o que significa que não têm os mesmos direitos de propriedade que os homens; os direitos de fazer um contrato; ou os direitos de associação, mobilidade e liberdade religiosa. Enquanto membros do núcleo familiar original, os bens são do pai da família. Se saírem de casa sem estarem casadas, elas ficam destituídas. Se casadas, os bens pertencem principalmente aos maridos ou são usados para produção ou consumo doméstico, nenhum dos quais ajuda as mulheres a pagar dívidas. A fim de reembolsar compras, as mulheres geralmente são obrigadas a passar pelo processo de 'desempoderamento' de ter que trabalhar mais como trabalhadoras assalariadas, ao mesmo tempo em que enfrentam uma crescente divisão de recursos de gênero no nível doméstico.

### Privações de capacidade
Desde os últimos vinte e cinco anos, a pesquisa feminista enfatizou consistentemente a importância de estruturas conceituais mais holísticas para encapsular a privação de gênero. Estes incluem: quadros de 'capacidade' e 'desenvolvimento humano', que identificam fatores como privações na educação e saúde. Outro são os quadros de 'meios de subsistência', que indicam bens sociais e materiais. Também, perspectivas de 'exclusão social', que destacam a marginalização dos pobres; e estruturas que enfatizam a importância das dimensões subjetivas da pobreza, como auto-estima, dignidade, escolha e poder. Uma proporção maior de mulheres do que de homens são pobres, as mulheres sofrem uma maior profundidade ou gravidade da pobreza do que os homens, as mulheres tendem a experimentar uma pobreza mais persistente e de longo prazo do que os homens, a carga irregular de pobreza das mulheres está aumentando em relação aos homens, as mulheres enfrentam mais dificuldades em sair da pobreza, e os agregados familiares chefiados por mulheres são os 'mais pobres dos pobres' são as caracterizações comuns da 'Feminização da pobreza'.

### Exclusões sociais e culturais
Outras métricas podem ser usadas além da linha de pobreza, para ver se as pessoas estão ou não empobrecidas em seus respectivos países. O conceito de exclusão social e cultural ajuda a transmitir melhor a pobreza como um processo que envolve múltiplos agentes. Muitos países em desenvolvimento têm normas sociais e culturais que impedem as mulheres de ter acesso ao emprego formal. Especialmente em partes da Ásia, Norte da África e América Latina, as normas culturais e sociais não permitem que as mulheres tenham muita produtividade do trabalho fora de casa, bem como uma posição de barganha econômica dentro do lar. Esta desigualdade social priva as mulheres de capacidades, particularmente de emprego, o que leva as mulheres a um maior risco de pobreza. Este aumento na segregação ocupacional de gênero e a ampliação da disparidade salarial entre homens e mulheres aumenta a suscetibilidade das mulheres à pobreza.

## Medidas de pobreza
Um aspecto importante da análise da feminização da pobreza é a compreensão de como ela é medida. É impreciso supor que a renda é a única privação que afeta a pobreza das mulheres. Para examinar a questão de uma perspectiva multidimensional, primeiro deve haver índices precisos e disponíveis para os formuladores de políticas interessados no empoderamento de gênero.  O estudo deste fenômeno forçou a criação de índices específicos que enxergam a situação social que envolve pobreza de forma mais completa e complexa. Frequentemente, os índices agregados são criticados por sua concentração em questões monetárias, especialmente quando os dados sobre a renda das mulheres são escassos e agrupam as mulheres em uma grande massa indiferenciada. Três índices frequentemente examinados são Índice de Desenvolvimento Relacionado ao Gênero - IDG, Medida de Empoderamento de Gênero - MEG e Índice de Pobreza Humana - IPH . Os dois primeiros são índices de gênero, na medida em que coletam especificamente dados sobre as mulheres para avaliar as desigualdades de gênero, e são úteis para entender as disparidades nas oportunidades e escolhas de gênero. O IPH, no entanto, concentra-se em medidas de privação em vez de medidas de renda. São unidades de análise que permitem enxergar fenômenos, o que é o primeiro passo para estudar e buscar solução para eles. A invibilização da pobreza feminina nos dados oficiais é seu primeiro grande desafio.
O IDG ajusta o Índice de Desenvolvimento Humano de três maneiras:
- Mostra longevidade, ou expectativa de vida feminina e masculina
- Educação ou conhecimento
- Padrão de vida decente[15]

O objetivo deste índice é classificar os países de acordo com seu nível absoluto de desenvolvimento humano e pontuações relativas em igualdade de gênero. Ele consegue classificar o país em relação às condições sociais gerais e estabelecer se há diferenciação de gênero na pobreza. Embora esse índice tenha aumentado a atenção do governo à desigualdade de gênero e ao desenvolvimento, suas três medidas têm sido frequentemente criticadas por ainda negligenciar aspectos importantes. Sua relevância, no entanto, continua sendo parte integrante da compreensão da feminização da pobreza, pois os países com pontuações mais baixas podem então ser estimulados a se concentrar em políticas para avaliar e reduzir as disparidades de gênero. O índice também permite uma visão regional da situação.
O MEG mede as oportunidades políticas e de renda femininas por meio de:
- Analisando quantas cadeiras do governo são ocupadas por mulheres
- Proporção de cargos de gestão ocupados por mulheres
- Participação feminina nos empregos
- Proporção estimada de renda entre mulheres e homens[15]

IPH é uma abordagem multidimensional, não baseada em renda. Leva em consideração quatro dimensões:
- Sobrevivência
- Conhecimento
- Padrão de vida decente
- Participação social

Este índice é útil para entender e iluminar as diferenças entre pobreza humana (que se concentra na negação de direitos básicos, como dignidade e liberdade) e pobreza de renda. São dois conceitos diferentes que, se não diferenciados, por levar a fatores sociais importantes serem negligenciados pelos governos locais. Por exemplo, apesar da alta estabilidade de renda dos EUA, este país também está classificado entre as nações com números mais altos em pobreza humana. Fatores como distribuição de renda e investimento público influenciam as questões que levam a esse resultado. Em seu artigo, "Towards a Gendered Human Poverty Measure", Elizabeth Durbin critica o IPH e expande a possibilidade de um índice que seja também sensível ao gênero. Ela argumenta que o já traz incorporados IPH três dimensões da pobreza: expectativa de vida medida pela proporção da população que se espera morrer antes dos 40 anos, falta de conhecimento medida pela proporção de analfabetos e um padrão de vida decente medido por um índice composto de acesso a serviços de saúde, acesso a água potável e desnutrição entre crianças menores de 5 anos, que podem explicar especificamente as disparidades de gênero. Apesar de seus usos, no entanto, é importante notar que o IPH não pode ser uma verdadeira medida de pobreza porque não examina certas privações, como a falta de propriedade e crédito, que são essenciais para uma posição de barganha mais forte no lar para as mulheres .

## Políticas

### Transferência condicional de dinheiro
A transferência condicional de renda é uma política possível para abordar a pobreza atual e intergeracional, onde as mulheres pobres desempenham um papel central. Programas de transferência condicionada de renda compreendem um tipo de política pública que emerge, em meados dos anos 1990, em alguns países da América Latina como forma de alívio imediato à pobreza e rompimento de seu ciclo intergeracional (Fizbein e Schady, 2009). As mulheres no papel de mães recebem os encargos adicionais de trabalho impostos. As transferências monetárias condicionadas não são ideais para lidar com a pobreza de mães solteiras.

### Microcrédito
O microcrédito pode ser uma política potencial para ajudar as mulheres pobres nos países em desenvolvimento. O microcrédito é uma ferramenta projetada para aliviar a pobreza, uma vez que as mulheres que vivem em países em desenvolvimento têm muito poucos recursos e conexões para a sobrevivência por não terem uma base financeira sólida. Como principal consumidora do lar, ela também acaba sofrendo o superendividamento e precisa, além de crédito, de apoio no planejamento e controle financeiro familiar.

### Reforma da Previdência nos EUA
À luz das reformas da previdência a partir de 2001, a legislação federal norte-americana exigia que os beneficiários da previdência (principalmente representantes de famílias) participassem de uma escola educacional ou profissional e trabalhassem meio período para receber os benefícios. Os beneficiários que frequentam uma faculdade agora têm 3 anos para concluir esses diplomas, a fim de levar as pessoas ao mercado de trabalho o mais rápido possível. Para tentar um sistema de recompensa, Mojisola Tiamiyu e Shelley Mitchell sugerem a implementação de serviços de cuidados infantis para promover o emprego. Mulheres com filhos trabalham em empregos de baixa remuneração ou de meio período que são insuficientes para criar uma família.   Por outro lado, a criação de pais solteiros nos Estados Unidos aumentou. Estima-se que as crianças que vivem em lares monoparentais têm até 4 vezes mais probabilidades de ficarem empobrecidas. Elas têm acesso a menos nutrientes e itens de educação e cultura, o que geram menos oportunidades. A mãe que trabalha também tem menos tempo disponível para acompanhamento da escola.